# Sheenwater
Sheenwater est un hameau dans la ville de Grand Island dans le Comté d'Érié, New York, États-Unis.